# Ёлочка мне нравится
«Ёлочка мне нравится» — интернет мем, основанный на высказывании пенсионера Вячеслава Степановича Лещенко из Бийска, который стал популярен после того, как эмоционально в матерной форме высказался на вопрос журналистов насчёт городской ёлки установленной к Новому году, заявляя что получает пенсию 10 тысяч рублей, 5 тысяч отдает за квартиру.
Видео с его участием и его фразы стали вирусными и разошлось по интернету, в социальных сетях в честь него запустили флешмоб с хештегом #безсоли.

## Реакция
После популярности видео, журналисты из Алтайского края и России брали интервью у мужчины. В интервью Daily Storm Вячеслав Лещенко рассказал ему, что имеет два высших образования, но получает низкую пенсию. В интервью радиостанции Говорит Москва заявил, что согласен быть мэром города.

Позже комментируя свой ответ журналистам пенсионер пояснил:
«Дело в том, что я шёл из гаража. Ведро картошки нес. Пенсия маленькая. Меня спрашивают: "Ну как вам ёлка"? А у меня пенсия десять тысяч рублей. Пять тысяч я плачу за квартиру, на пять тысяч живу. Как прожить? Я же не быдло. У меня два высших образования...  Я из простого человека в люди вышел. А теперь я никто. Люди такие, как я, без соли доедают».

## Последовавшие события
Интернет-магазин запустил акцию, сразу после появления видео, выпустив серию футболок и свитшотов с принтами «Елочка мне нравится» и «безсоли». Владельцы передали пенсионеру видео 20% выручки от продажи линейки. По словам пенсионера он планирует потратить их на ремонт машины или на лечение зубов. Лещенко рассказал, что свитшоты и футболки с принтом «безсоли» купили многие жители России и Украины.
По информации на ноябрь 2024 года, мужчина продолжает жить в Бийске, его нередко видят на улице. Соседи к популярности пенсионера отнеслись с завистью, а некоторые перестали с ним здороваться.
3 февраля 2024 Вячеслав Степанович принял участие в митинге в Бийске организованный местным отделением КПРФ. Он поддержал пикет "Свободу Сергею Удальцову".